# نواختن امیلی را ببین
«نواختن امیلی را ببین» (به انگلیسی: See Emily Play)، تک آهنگی است که در سال ۱۹۶۷ توسط گروه پینک فلوید منتشر شد، در طرف دیگرش آهنگ «مترسک» قرار گرفت. این آهنگ هم مانند اکثر اهنگ‌های ابتدایی گروه پینک فلوید توسط سید برت نوشته شده است.
آهنگ «نواختن امیلی را ببین» در چند آلبوم گردآوری شده گروه پینک فلوید قرار گرفته است که عبارتند از یادگاره‌ها ،پژواک‌ها: بهترین‌های پینک فلوید ،کار و بار،بدرخش، پایی در لای در. همچنین این آهنگ در لیست چهلمین سالگرد انتشار آلبوم نی‌زن بر دروازه‌های سپیده‌دم هم قرار گرفت.

## سازندگان این آهنگ
- سید برت – خواننده، گیتار، اسلاید گیتار
- ریچارد رایت – کیبورد، اُرگ - همخوان
- راجر واترز – گیتار بیس، همخوان
- نیک میسن – درام، ساز کوبه‌ای